# Trachycladidae
Ordre
Famille
Les Trachycladidae sont une famille de spongiaires vivant tant en eau de mer qu'en eau douce. Il s'agit de la seule famille de l'ordre des Trachycladida.

## Liste des genres
Selon World Register of Marine Species (17 novembre 2020) :
- genre Rhaphidhistia Carter, 1879
- genre Trachycladus Carter, 1879